# Manqoba Ngwenya
Manqoba "Shakes" Ngwenya (nacido el 23 de marzo de 1981 en Soweto, Gauteng) es un jugador de fútbol centrocampista que actualmente juega para Mamelodi Sundowns Football Club.